# Leo Storm

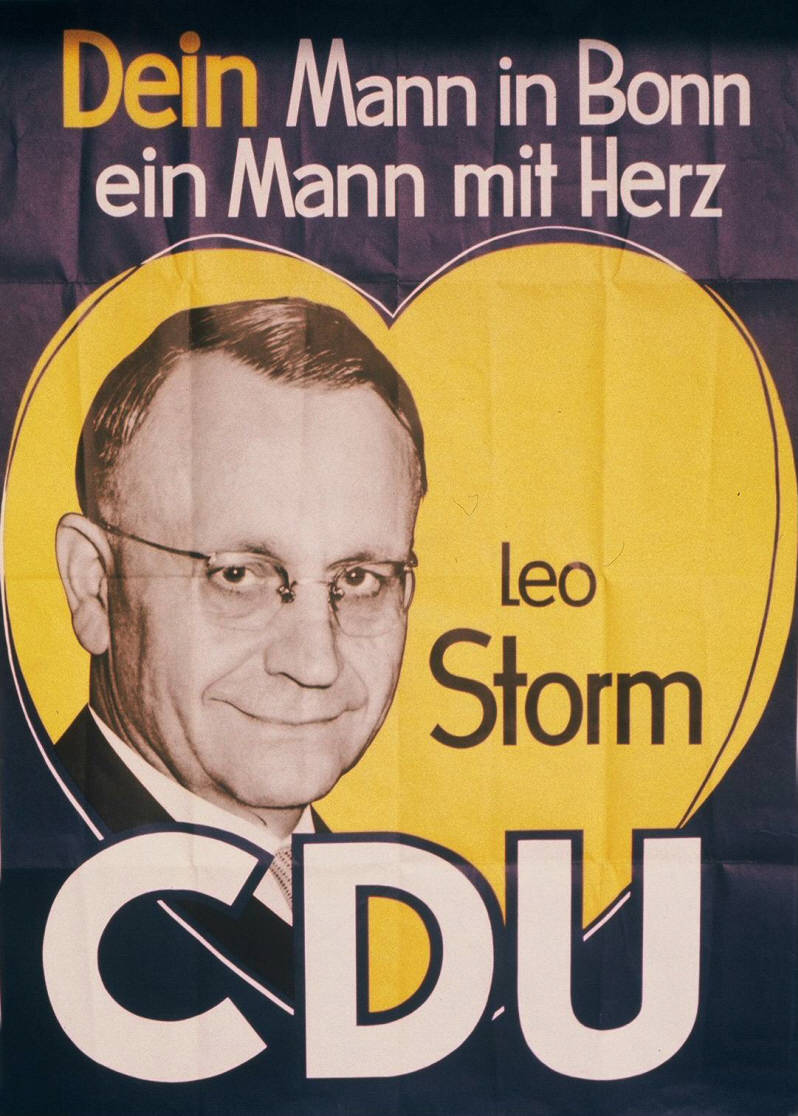
Wahlplakat 1961

Leo Storm (* 9. Juni 1908 in Sonsfeld bei Haldern; † 27. Dezember 1981 in Duisburg) war ein deutscher Volkswirt und Politiker (CDU).

## Leben und Beruf
Leo Storm war das zehnte Kind des Bauern Heinrich Storm und seiner Ehefrau Theodora, geb. van Elten. Nach dem Besuch der Volksschule und dem Abitur am Quirinus-Gymnasium Neuss nahm Storm 1931 ein Studium der Rechts- und Wirtschaftswissenschaften an der Universität Bonn. Hier trat er der katholischen Studentenverbindung W.K.St.V. Unitas-Salia bei.. 1932 wechselte er an die Universität zu Köln und absolvierte ein Studium der Wirtschafts- und Sozialwissenschaften, das er mit der Prüfung als Diplom-Volkswirt sowie 1938 mit der Dissertation Von der Wandererfürsorge zur Wanderordnung zum Dr. rer. pol. beendete.
Seit 1938 war er als Angestellter der Gewerkschaft Walsum innerhalb der Thyssenschen Gas- und Wasserwerke GmbH in Duisburg-Hamborn tätig. Von 1941 bis 1945 nahm er als Soldat am Zweiten Weltkrieg teil. Zuletzt geriet er in britische Gefangenschaft, aus der er 1946 entlassen wurde.
Storm wurde 1946 mit sozialen Aufgaben betraut und schloss sich im Oktober 1947 der IG Bergbau an. Er trat erneut in den Dienst der Thyssenschen Gas- und Wasserwerke GmbH ein, war seit 1951 Handlungsbevollmächtigter und wurde schließlich Leiter der Sozialabteilung des Unternehmens sowie Leiter der Sozialabteilung der Gewerkschaft Walsum. Seit Oktober 1952 war er Prokurist der Gewerkschaft Walsum, seit Oktober 1953 dann Prokurist und Leiter der Sozialabteilung der Walsumer Bergwerksgesellschaft mbH mit Sitz in Walsum.
1962 wurde Leo Storm von Kardinal-Großmeister Eugène Kardinal Tisserant zum Ritter des Ritterordens vom Heiligen Grab zu Jerusalem ernannt und am 15. Dezember 1962 in Köln durch Lorenz Jaeger, Großprior der deutschen Statthalterei, investiert.
Sein Nachlass wird im Archiv für Christlich-Demokratische Politik der Konrad-Adenauer-Stiftung aufbewahrt.

## Partei
Storm war vor 1933 Mitglied der Zentrumspartei. Er trat im März 1946 in die CDU ein und war von 1949 bis 1969 Vorsitzender des CDU-Kreisverbandes Duisburg.

## Abgeordneter
Storm wurde 1946 in den Rat der Stadt Duisburg gewählt und bei den Kommunalwahlen 1948, 1952, 1956, 1961, 1964 und 1969 wiedergewählt. Von 1948 bis 1953 war er Vorsitzender der CDU-Fraktion.
Dem Deutschen Bundestag gehörte er mit der Bundestagswahl 1953 vom 6. Oktober 1953 bis zum 15. Oktober 1961 an. Im Parlament vertrat er den Wahlkreis Duisburg I.

## Öffentliche Ämter
Storm wurde 1946 Ehrenamtlicher Bezirksvorsteher für das Stadtgebiet Hamborn. Er amtierte von September 1947 bis November 1948 als Oberbürgermeister und von 1948 bis 1952 sowie von 1956 bis 1961 als Bürgermeister der Stadt Duisburg.
Er war Mitglied des Aufsichtsrates der Duisburger Verkehrs-AG und der Duisburger Tierpark AG.

## Auszeichnungen und Ehrungen
- Ritterschlag zum Ritter vom Heiligen Grab (1962)
- Verdienstkreuz 1. Klasse des Verdienstordens der Bundesrepublik Deutschland (1968)
- Ring der Stadt Duisburg (1968)
- Ehrenvorsitzender der CDU der Stadt Duisburg (1973)